# Charles Pietri
Charles Pietri, né le 19 avril 1932 à Marseille et mort le 7 août 1991, à Paris, est un historien et universitaire français.
Spécialiste de l'Antiquité tardive, il était professeur à l'université Paris IV-Sorbonne.

## Biographie
Ancien élève du lycée Thiers,, Charles Pietri entre en 1952 à l'École normale supérieure et obtient l'agrégation d'histoire. Il effectue un séjour à l'École française de Rome. En 1961, il est attaché de recherche au Centre national de la recherche scientifique. Assistant à la Sorbonne de 1963 à 1966, il devient ensuite maître assistant à l'université Lille-III, puis maître de conférences à l'université Paris-Nanterre. Il consacre sa thèse de doctorat, publiée en 1976, à l'étude de la Roma Christiana, de 311 à 440. En 1975, il succède à Henri-Irénée Marrou et occupe la chaire d’histoire du christianisme à l'université Paris IV-Sorbonne. De 1983 à 1991, il est directeur de l'École de Rome. Le 17 novembre 1989, il est élu correspondant de l'Académie des inscriptions et belles-lettres,.
Membre de plusieurs sociétés savantes et de comité éditorial d'un nombre important de revues académiques, il est professeur invité dans plusieurs universités européennes et nord-américaines.
De 1970 à 1972, il est secrétaire général du Syndicat général de l'Éducation nationale. Il donne sa démission en mars 1974, en même temps qu'Henri-Irénée Marrou ,.

### Vie personnelle
Charles Pietri était marié à l'historienne Luce Pietri,.

## Publications
Avec Luce Pietri, Jean-Marie Mayeur, André Vauchez et Marc Venard, il est à l'initiative d'une monumentale Histoire du christianisme des origines à nos jours, parue de 1992 à 2001 chez Desclée de Brouwer et destinée à remplacer l’Histoire de l’Église d'Augustin Fliche.
Il est également l'auteur de plusieurs ouvrages et articles fondamentaux pour la connaissance historique du christianisme antique dont :
- Roma christiana. Recherches sur l'Église de Rome, son organisation, sa politique, son idéologie, de Miltiade à Sixte III, Paris-Rome, Bibliothèque des Écoles françaises d'Athènes et de Rome, 1976.
- Le monde latin antique et la Bible  [sous la dir. de], Paris, Beauchesne, 1985[10]
- Histoire du christianisme des origines à nos jours, 14 vols [sous la dir. de], Paris, Desclée, 1991-2001.
- Christiana respublica : éléments d'une enquête sur le christianisme antique, Rome, Publications de l'École Française de Rome, 1997[11].
- Prosopographie chrétienne du Bas-Empire : Prosopographie de l'Italie chrétienne, 313-604 [sous la dir. de], Rome, Publications de l'École Française de Rome, 2000.

## Distinctions
- Chevalier de la Légion d'honneur.
- Chevalier de l'ordre des Palmes académiques.
- Officier de l'ordre des Arts et des Lettres[12].
- Officier de l'ordre du Mérite de la République italienne.
- Commandeur de l'ordre de Saint-Grégoire-le-Grand.